# James Fraser Forbes
Pour les articles homonymes, voir Forbes (homonymie).
James Fraser Forbes, né en 1820 et mort le 18 mai 1887, est un homme politique canadien et membre de la Chambre des communes du Canada pour la circonscription de Queens en Nouvelle-Écosse.
Il est né à Gibraltar en 1820 et est le fils d'Anthony VS Forbes. Forbes a épousé Sarah Jane Jacobs. Il est élu au 1er Parlement canadien en tant que membre du parti anti-confédération et devient membre du parti libéral du Canada le 30 janvier 1869, il est réélu aux 2e et 3e parlements canadiens. Battu en 1878, il est réélu en 1882. En 1874, il est élu président de la Banque de Liverpool.
James Fraser Forbes meurt à Lunenburg en 1887. 
Son fils, Francis Gordon Forbes, a également été membre de la Chambre des communes. Sa fille, Sarah est une infirmière qui a servi dans le contingent canadien pendant la guerre des Boers.